# Syřenov
Syřenov (en allemand : Sirschenow) est une commune du district de Semily, dans la région de Liberec, en République tchèque. Sa population s'élevait à 227 habitants en 2021.

## Géographie
Syřenov se trouve à 9 km au nord-est de Jičín, à 14 km au sud-est de Semily, à 40 km au sud-est de Liberec et à 85 km au nord-est de Prague.
La commune est limitée par Nová Ves nad Popelkou au nord, par Stará Paka à l'est, par Úbislavice, Radim et Soběraz au sud, par Bradlecká Lhota au sud-ouest et par Lomnice nad Popelkou à l'ouest.

## Histoire
La première mention écrite de la localité date de 1533.

## Administration
La commune se compose de trois sections :
- Syřenov ;
- Újezdec ;
- Žďár u Kumburku.

## Transports
Par la route, Syřenov se trouve à 7 km de Lomnice nad Popelkou, à 21 km de Semily, à 52 km de Liberec et à 108 km de Prague.